# Podosporiella humilis
Podosporiella humilis är en svampart som beskrevs av Ellis & Everh. 1894. Podosporiella humilis ingår i släktet Podosporiella, divisionen sporsäcksvampar och riket svampar.   Inga underarter finns listade i Catalogue of Life.